# بن سچنتزر
بن سچنتزر (انگلیسی: Ben Schnetzer) در ۸ فوریهٔ ۱۹۹۰ ‏(۳۵ سال) در نیویورک زاده شد؛ وی یک بازیگر اهل ایالات متحده آمریکا است. وی از سال ۲۰۰۷ میلادی تاکنون مشغول فعالیت بوده‌است.

## فیلم‌شناسی
- قانون و نظم (مجموعه تلویزیونی) (۲۰۱۰)
- کتاب دزد (۲۰۱۳)
- غرور (۲۰۱۴)
- باشگاه شورش (۲۰۱۴)
- وارکرفت (۲۰۱۶)
- اسنودن (۲۰۱۶)
- بز (۲۰۱۶)